# Albiorix bolivari
Albiorix bolivari är en spindeldjursart som beskrevs av Beier 1963. Albiorix bolivari ingår i släktet Albiorix och familjen Ideoroncidae. Inga underarter finns listade i Catalogue of Life.